# Caroline Lamb
Lady Caroline Lamb, nata Ponsonby (13 novembre 1785 – 26 gennaio 1828), è stata una nobildonna e scrittrice britannica, unica figlia di Frederick Ponsonby, III conte di Bessborough, e di lady Henrietta Spencer, nonché moglie del primo ministro britannico e consigliere della regina Vittoria, Lord Melbourne.
È famosa per la sua relazione tempestosa con Lord Byron nel 1812 e per il romanzo gotico Glenarvon del 1816.

## Biografia
Di costituzione fragile sin dall'infanzia, Caroline Ponsonby passò da piccola molto tempo in campagna. Viaggiò anche con sua madre in Italia, dove si riprese a malapena da una malattia causata da vermi. Al suo rientro in Inghilterra, la famiglia si trasferì a Devonshire House e Roehampton, dove frequentò i cugini lord Hartington (in seguito duca di Devonshire), lady Georgiana e lady Harriet Cavendish, oltre che i due figli di lady Elizabeth Foster e William Cavendish. Con questi ragazzi venne educata alla Dame School a Knightsbridge. Reputando il suo carattere particolarmente difficile, venne trattata con sedativi come il laudano. Durante l'infanzia, Caroline divenne molto intima di lady Harriet Cavendish, di tre mesi più grande.
Nel giugno 1805, all'età di 19 anni, lady Caroline Ponsonby sposò William Lamb, II visconte Melbourne, un politico in ascesa ed erede del I visconte Melbourne. Anche se il loro incontro era stato sapientemente orchestrato dalla madre di William Lamb (la quale non apprezzava né la giovane sposa, né sua madre lady Henrietta Spencer, futura amica e confidente di lord Byron), i due giovani rimasero "mutuamente accattivati" durante una visita al Brocket Hall nel 1802 e si sposarono felicemente. Ebbero un figlio, George Augustus Frederick, nato l'11 agosto 1807, ed una figlia nata prematura, nata nel 1809 e che visse solo 24 ore. Il loro figlio George Augustus era affetto da disturbi mentali che erano forse una grave forma di autismo. I Lamb curarono il loro figlio a casa fino alla sua morte nel 1836. La malattia del figlio e gli impegni politici della carriera di William Lamb crearono una frattura all'interno della coppia.
Sebbene suo marito fosse William Lamb, II visconte Melbourne, lady Caroline Lamb non diventò mai la viscontessa Melbourne, perché morì prima che il marito succedesse al titolo, per questo è ricordata come lady Caroline Lamb.
Da marzo ad agosto 1812, lady Caroline ebbe una relazione con il poeta George Gordon Byron; lui aveva 24 anni e lei 26. Alla ricezione di una lettera da parte di Caroline Lamb, Byron si lanciò in un'appassionata corte.
Lady Caroline e lord Byron sparlavano dell'altro in pubblico e si dichiaravano eterno amore in privato. Byron chiamava la sua amante "Caro", un diminutivo che lei adottò pubblicamente. 
Quando Byron troncò la relazione, il marito di Caroline la portò in Irlanda, ma la distanza non raffreddò la sua passione e lady Lamb intrattenne una fitta corrispondenza con il poeta. Al rientro a Londra nel 1813, lady Caroline trovò un Byron non disposto a riallacciare la relazione, il che scatenò diversi tentativi pubblici di riavvicinarsi all'ex-amante. Durante un ballo da lady Heathcote nel luglio 1813, Byron insultò lady Caroline, la quale, per risposta, tentò di tagliarsi le vene dei polsi con un bicchiere rotto, ma non riuscì a ferirsi gravemente grazie al pronto intervento degli astanti ed in particolare di sua suocera: la buona società inglese fu scandalizzata dall'evento e si iniziò a parlare di una supposta instabilità mentale di lady Caroline. Byron stesso parlava dell'episodio come di una rappresentazione teatrale: "Lady Caroline ha recitato la scena del pugnale".
L'ossessione di Lady Caroline Lamb per Lord Byron influenzò in modo significativo la carriera letteraria di entrambi: ognuno dei due si impegnò nello scrivere poemi nello stile dell'altro e la fitta corrispondenza che intrattennero fu comunque anche fonte d'ispirazione reciproca.
William Lamb difese sua moglie contro la propria madre, che insisteva perché la coppia si separasse, ma egli non volle darle ascolto. e cercò di rimanere al suo fianco nonostante lo scandalo e la riprovazione della famiglia e della società. Lady Caroline, nonostante il marito fosse contrario, insistette per separarsi formalmente da lui, cosa che ottenne nel 1825. Si trasferì quindi a Brocket Hall. Negli ultimi anni di vita, lottò contro l'instabilità mentale, complicata dall'abuso di alcol e laudano. Nel 1827 era costantemente seguita da un medico, dato che iniziò a soffrire di diverse debilità fisiche, fra cui la ritenzione di liquidi. William Lamb, che era capo segretario per l'Irlanda all'epoca, intraprese una pericolosa traversata per raggiungere sua moglie sul letto di morte. Lady Caroline morì il 25 gennaio 1828.
Era anche nipote di Georgiana Cavendish, duchessa di Devonshire, e cugina (acquisita) di Lady Annabella Byron (moglie di lord Byron).

## Carriera letteraria

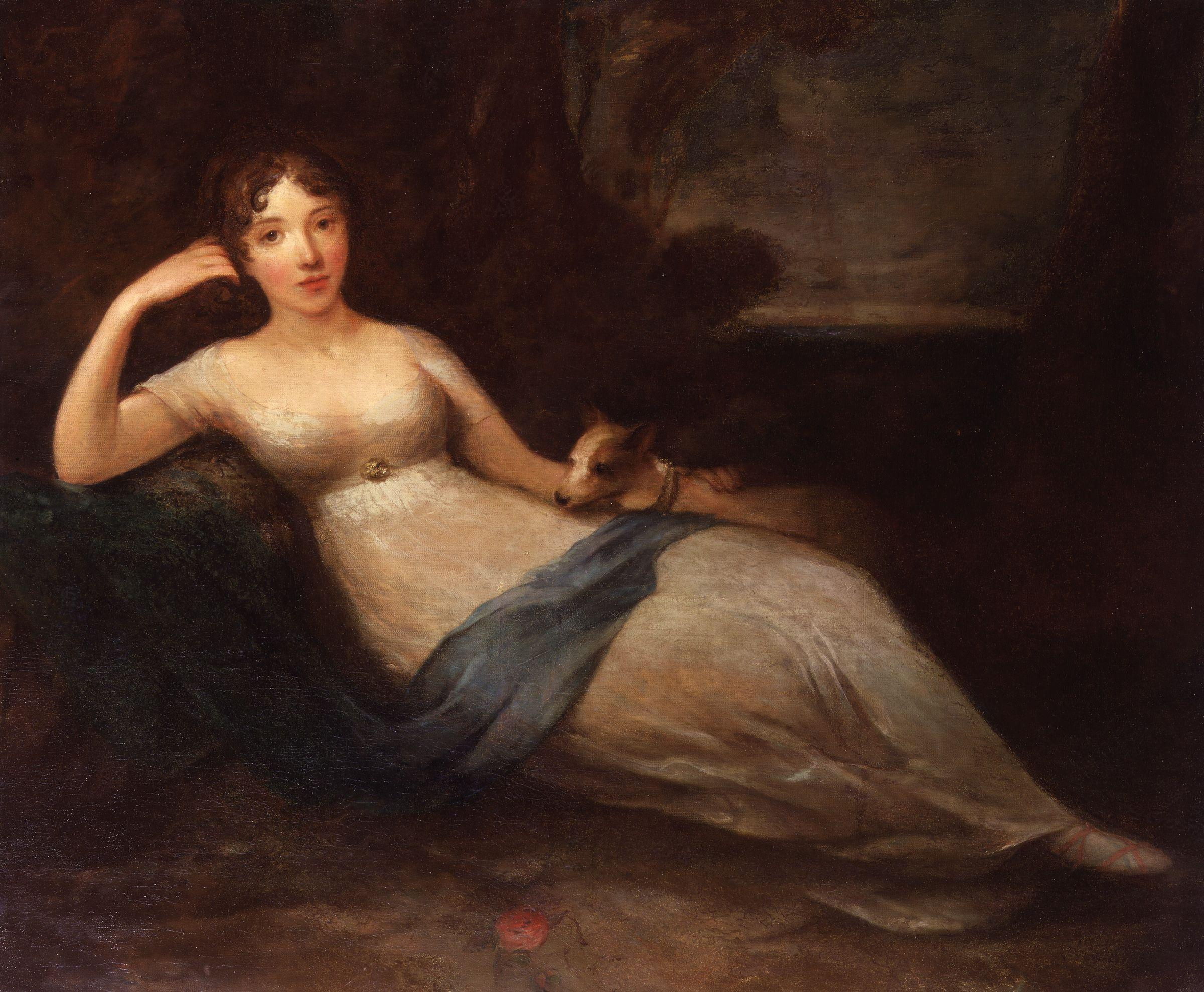
Lady Caroline Lamb ritratta da Eliza H. Trotter

Il suo lavoro più famoso è Glenarvon, una novella gotica pubblicata nel 1816, a poche settimane dalla partenza di Lord Byron dall'Inghilterra.
Anche se pubblicata anonimamente, l'autrice era comunque pubblicamente nota. Il libro era di fatto una storia di lei assieme al suo ex amante, lui dipinto come un eroe di guerra che diventava un traditore della causa irlandese. L'opera era notevole per avere una prima rappresentazione di eroe byroniano al di fuori del lavoro di Byron stesso e per l'analisi del Romanticismo e, più nello specifico, del Ton ossia dell'alta società inglese. Di fatto, Lady Caroline incluse numerose caricature di membri in vista dell'epoca. Uno di questi, Lady Sarah Villiers, fece espellere in rappresaglia Lady Caroline dall'Almack's, un club frequentato dall'alta società: fu l'inizio dell'emarginazione di Lady Caroline dalle cerchie mondane dell'epoca e anche se sua cognata Emily Lamb fece riammettere Lady Caroline nell'Almack's nel 1819, la sua reputazione rimase comunque macchiata. Il libro fu un successo di pubblico che vendette diverse edizioni, anche se non venne apprezzato dai critici, che lo definirono come pulp fiction. Malgrado ciò, Goethe lo ritenne degno di una seria considerazione letteraria.
Nel 1819, Lady Caroline mise la sua abilità nell'imitare Byron nel poema "A New Canto". In seguito, pubblicò tre novelle: Graham Hamilton (1822), Ada Reis (1823) e Penruddock (1823).

## Nella cultura di massa
Nel 1972, Robert Bolt diresse Peccato d'amore, film che racconta la storia del matrimonio con William Lamb e dell'amore con Byron di Caroline Lamb, interpretata per lo schermo da Sarah Miles.
Nell'albo a fumetti della serie Dampyr "Il segreto di Lady Lamb", la storia d'amore tra Lady Caroline e Lord Byron si intreccia alla rivalità millenaria di due vampiri immortali.

## Ascendenza
|                                              |              |                                           | Genitori                                 |  |  | Nonni |  |  | Bisnonni                                  |  |  | Trisnonni                              |  |
|                                              |              |                                           |                                          |  |  |       |  |  | Brabazon Ponsonby, I conte di Bessborough |  |  | William Ponsonby, I visconte Duncannon |  |
|                                              |              |                                           |                                          |  |  |       |  |  | Brabazon Ponsonby, I conte di Bessborough |  |  | William Ponsonby, I visconte Duncannon |  |
|                                              |              | Mary Moore                                |                                          |  |  |       |  |  | Brabazon Ponsonby, I conte di Bessborough |  |  |                                        |  |
| William Ponsonby, II conte di Bessborough    |              |                                           |                                          |  |  |       |  |  | Brabazon Ponsonby, I conte di Bessborough |  |  |                                        |  |
|                                              |              | Sarah Margetson                           | John Margetson                           |  |  |       |  |  |                                           |  |  |                                        |  |
|                                              |              | Sarah Margetson                           | John Margetson                           |  |  |       |  |  |                                           |  |  |                                        |  |
|                                              |              | Sarah Margetson                           | Alice Caulfeild                          |  |  |       |  |  |                                           |  |  |                                        |  |
| Frederick Ponsonby, III conte di Bessborough |              | Sarah Margetson                           |                                          |  |  |       |  |  |                                           |  |  |                                        |  |
|                                              |              | William Cavendish, III duca di Devonshire | William Cavendish, II duca di Devonshire |  |  |       |  |  |                                           |  |  |                                        |  |
|                                              |              | William Cavendish, III duca di Devonshire | William Cavendish, II duca di Devonshire |  |  |       |  |  |                                           |  |  |                                        |  |
|                                              |              | William Cavendish, III duca di Devonshire | Rachel Russell                           |  |  |       |  |  |                                           |  |  |                                        |  |
| Caroline Cavendish                           |              | William Cavendish, III duca di Devonshire |                                          |  |  |       |  |  |                                           |  |  |                                        |  |
|                                              |              | Catherine Hoskins                         | John Hoskins                             |  |  |       |  |  |                                           |  |  |                                        |  |
|                                              |              | Catherine Hoskins                         | John Hoskins                             |  |  |       |  |  |                                           |  |  |                                        |  |
|                                              |              | Catherine Hoskins                         | Catherine Hale                           |  |  |       |  |  |                                           |  |  |                                        |  |
| Caroline Ponsonby                            |              | Catherine Hoskins                         |                                          |  |  |       |  |  |                                           |  |  |                                        |  |
|                                              | John Spencer | Charles Spencer, III conte di Sunderland  |                                          |  |  |       |  |  |                                           |  |  |                                        |  |
|                                              | John Spencer | Charles Spencer, III conte di Sunderland  |                                          |  |  |       |  |  |                                           |  |  |                                        |  |
|                                              | John Spencer | Anne Churchill                            |                                          |  |  |       |  |  |                                           |  |  |                                        |  |
| John Spencer, I conte Spencer                | John Spencer |                                           |                                          |  |  |       |  |  |                                           |  |  |                                        |  |
|                                              |              | Georgiana Caroline Carteret               | John Carteret, II conte Granville        |  |  |       |  |  |                                           |  |  |                                        |  |
|                                              |              | Georgiana Caroline Carteret               | John Carteret, II conte Granville        |  |  |       |  |  |                                           |  |  |                                        |  |
|                                              |              | Georgiana Caroline Carteret               | Frances Worsley                          |  |  |       |  |  |                                           |  |  |                                        |  |
| Henrietta Spencer                            |              | Georgiana Caroline Carteret               |                                          |  |  |       |  |  |                                           |  |  |                                        |  |
|                                              |              | Stephen Poyntz                            | William Poyntz                           |  |  |       |  |  |                                           |  |  |                                        |  |
|                                              |              | Stephen Poyntz                            | William Poyntz                           |  |  |       |  |  |                                           |  |  |                                        |  |
|                                              |              | Stephen Poyntz                            | Jane Monteage                            |  |  |       |  |  |                                           |  |  |                                        |  |
| Margaret Poyntz                              |              | Stephen Poyntz                            |                                          |  |  |       |  |  |                                           |  |  |                                        |  |
|                                              |              | Anne Maria Mordaunt                       | Lewis Mordaunt                           |  |  |       |  |  |                                           |  |  |                                        |  |
|                                              |              | Anne Maria Mordaunt                       | Lewis Mordaunt                           |  |  |       |  |  |                                           |  |  |                                        |  |
|                                              |              | Anne Maria Mordaunt                       | Mary Collyer                             |  |  |       |  |  |                                           |  |  |                                        |  |
|                                              |              | Anne Maria Mordaunt                       |                                          |  |  |       |  |  |                                           |  |  |                                        |  |